# Brookesia ebenaui
Brookesia ebenaui là một loài thằn lằn trong họ Chamaeleonidae. Loài này được Boettger mô tả khoa học đầu tiên năm 1880.

## Hình ảnh